# 망누스 4세 (스웨덴)

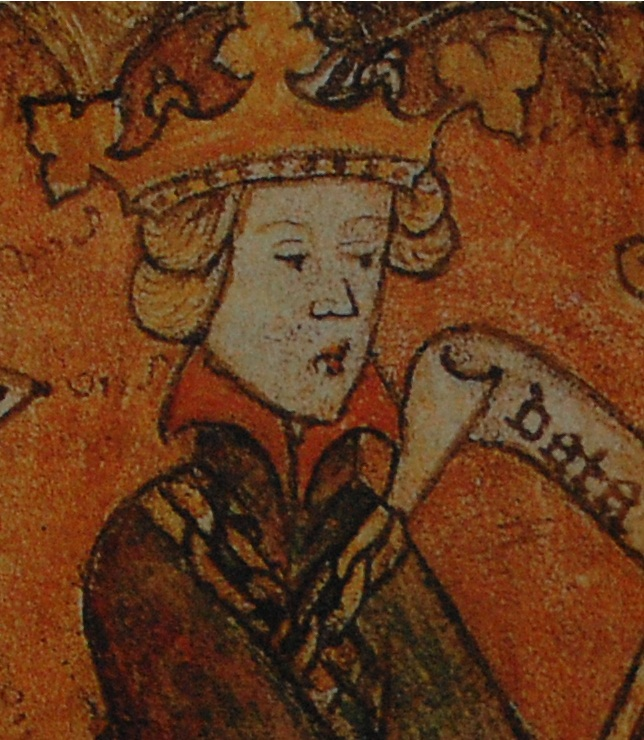
망누스 4세

망누스 4세(스웨덴어: Magnus IV, 1316년 4월 또는 1316년 5월 ~ 1374년 12월 1일) 또는 망누스 에릭손(스웨덴어·노르웨이어: Magnus Eriksson)은 스웨덴의 국왕(재위: 1319년 7월 8일 ~ 1364년 2월 15일)이자 노르웨이의 국왕(재위: 1319년 8월 ~ 1343년 8월 15일)이다. 폴쿵가(Folkung, 비엘보가(Bjelbo)) 출신이며 노르웨이의 국왕 망누스 7세(노르웨이어: Magnus VII)에 해당한다.

## 생애
쇠데르만란드의 에리크 망누손(Erik Magnusson) 공작의 아들로 태어났다. 그의 어머니인 노르웨이의 잉에보리(스웨덴어: Ingeborg, 노르웨이의 잉에비에르(노르웨이어: Ingebjørg))는 노르웨이의 호콘 5세 국왕의 딸이다.
1319년 7월 8일에 스웨덴의 국왕으로 즉위했으며 같은 해 8월에는 노르웨이의 국왕으로 즉위했다. 즉위 당시에는 나이가 어렸기 때문에 그의 어머니인 잉에보리가 섭정 역할을 수행했다. 1331년부터 친정을 시작했고 1332년에는 덴마크의 영토로 있던 스코네, 블레킹에, 할란드를 스웨덴 국왕의 영지로 사들였다.
1336년 7월 21일에는 스톡홀름에서 스웨덴, 노르웨이 국왕 대관식을 거행했다. 그렇지만 망누스 국왕에 대한 반감을 갖고 있던 노르웨이의 귀족들은 1343년 8월 15일에 망누스 국왕을 노르웨이의 왕위에서 퇴위시켰고 망누스의 아들인 호콘 6세를 노르웨이의 국왕으로 추대했다.
1356년에는 스코네 편입 비용을 마련하기 위한 세금 부과 정책에 불만을 품은 스웨덴의 귀족들이 교회의 지원을 받으면서 반란을 일으켰다. 스웨덴의 귀족들은 망누스의 아들인 에리크 12세를 스웨덴의 국왕으로 추대했지만 에리크 12세는 1359년에 사망하고 만다.
1363년에는 스웨덴의 귀족들이 망누스 국왕에 대항하는 반란을 일으켰다. 1364년 2월 18일 스웨덴의 귀족들이 메클렌부르크의 알브렉트를 스웨덴의 국왕으로 추대하면서 왕위에서 퇴위했고 노르웨이로 망명했다.
| 전임 비르예르 망누손 | 스웨덴의 국왕 1319년 ~ 1364년 에리크 12세와 공동 군주 (1356년 ~ 1359년) 호칸 망누손과 공동 군주 (1362년 ~ 1364년) | 후임 알브렉트 |

| 전임 호콘 5세 | 노르웨이의 국왕 1319년 ~ 1343년 | 후임 호콘 6세 |